# Atractocarpus oblongus
Atractocarpus oblongus är en måreväxtart som beskrevs av Spencer Le Marchant Moore. Atractocarpus oblongus ingår i släktet Atractocarpus och familjen måreväxter.
Artens utbredningsområde är Nya Kaledonien. Inga underarter finns listade i Catalogue of Life.